# Star Trek (videojoc de 1972)
Star Trek és un videojoc textual per a ordinadors centrals programat per Don Daglow en un ordinador PDP-10 de temps compartit al Pomona College el 1972, i va ser actualitzat periòdicament fins al 1974, incloses les contribucions de Jonathan Osser. El joc va ser recollit pel grup d'usuaris DECUS el 1972 i va ser distribuït a moltes universitats i altres instal·lacions PDP-10 a tot el món, sovint apareixen en els mateixos sistemes al costat del Star Trek de l'any anterior. Daglow només es va assabentar de la publicació del videojoc quan va començar a rebre cartes d'aficionats al seu dormitori universitari. Els dos jocs de Star Trek van ser els jocs d'ordinador d'ordinadors centrals més populars de la dècada de 1970, que es jugaven de manera gratuïta als sistemes universitaris.